# Callobius nevadensis
Callobius nevadensis là một loài nhện trong họ Amaurobiidae.
Loài này thuộc chi Callobius. Callobius nevadensis được Eugène Simon miêu tả năm 1884.

## Hình ảnh

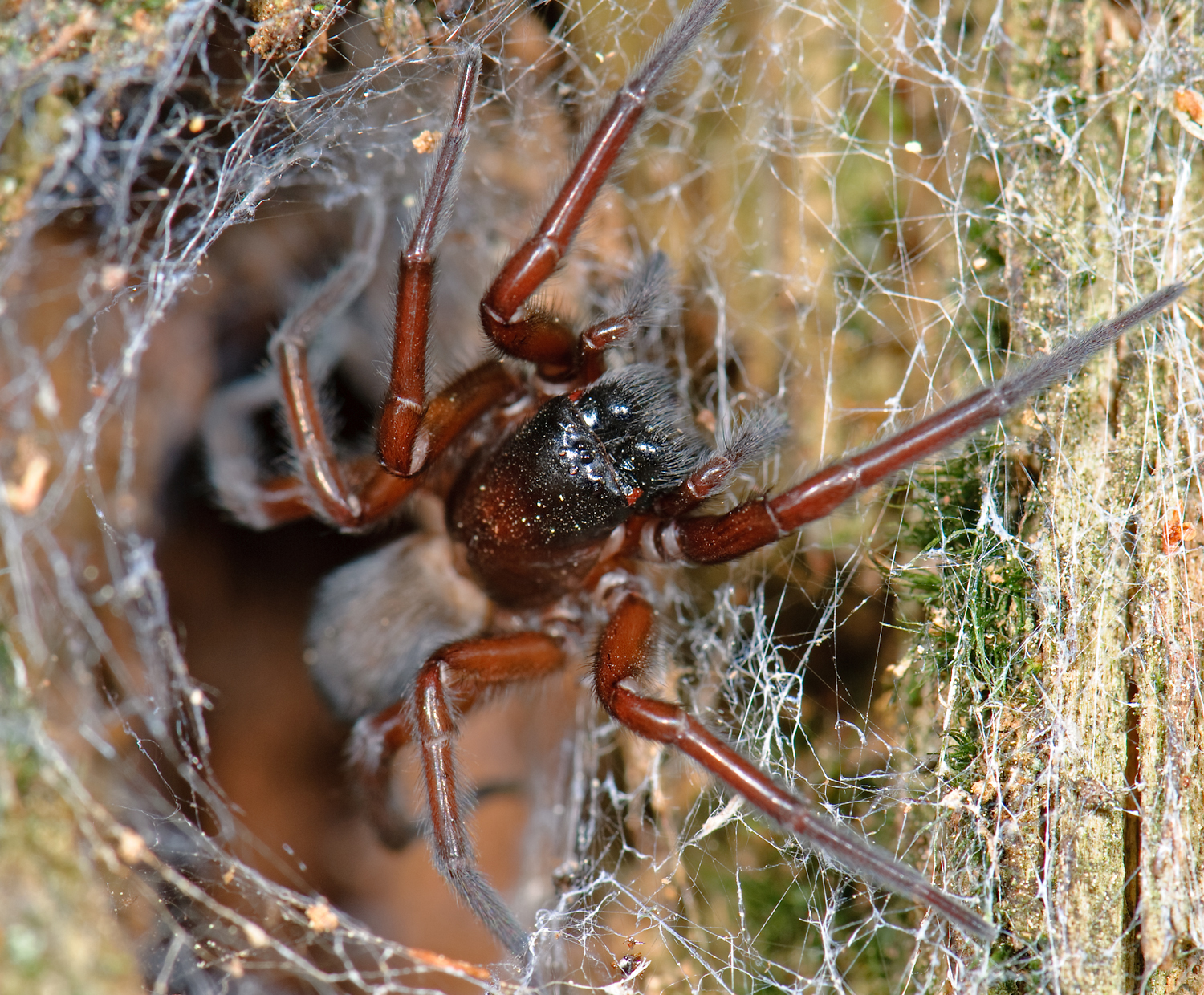